# Crema controlada

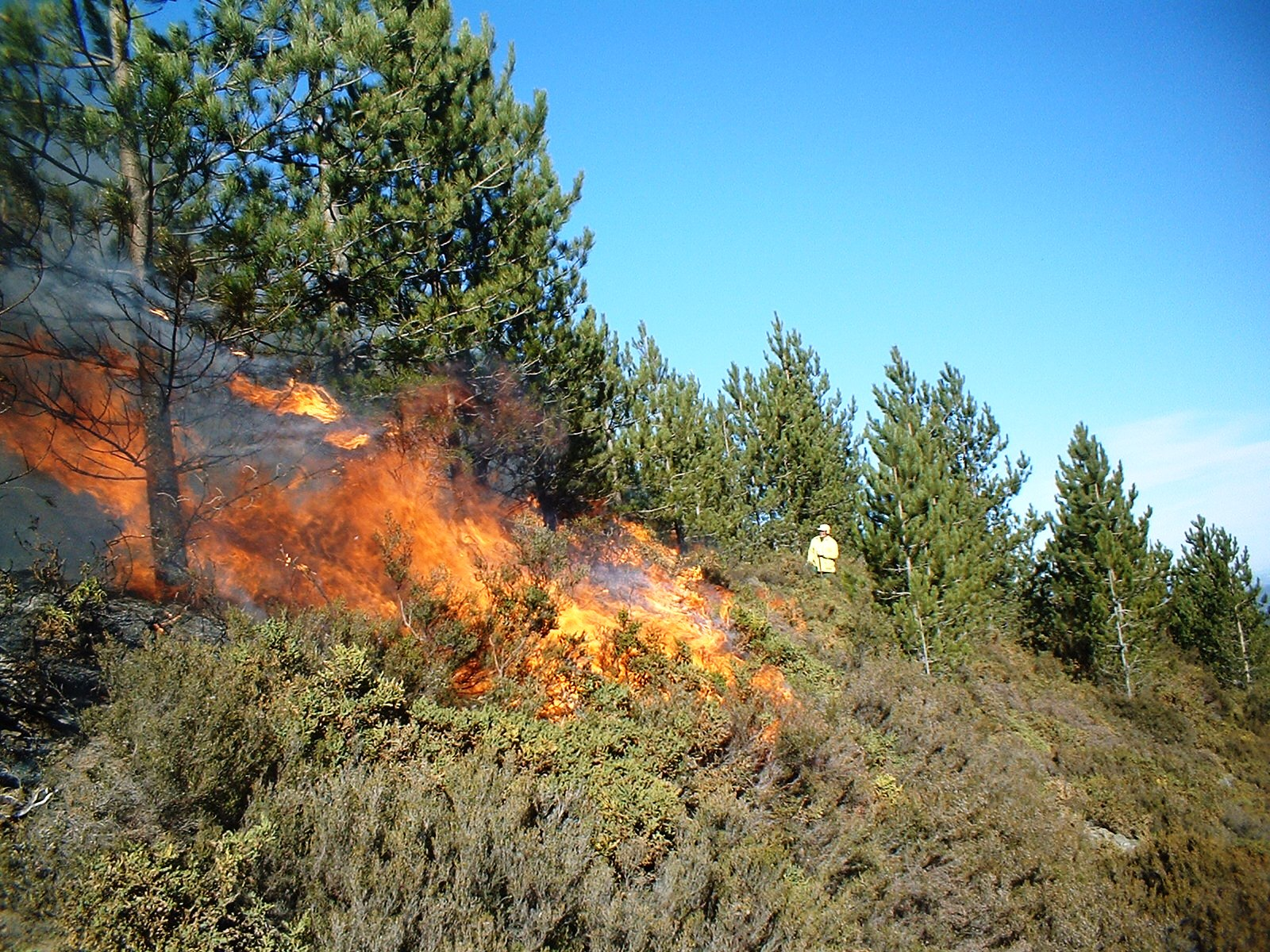
Un foc controlat dins un bosc de pinassa de Portugal

La crema controlada, contrafoc, o foc tècnic, és una tècnica de supressió i mitigació d'incendis forestals descontrolats mitjançant incendis controlats del material combustible acumulat. En les seves variants és una pràctica agrícola ancestral practicada a tot el món.

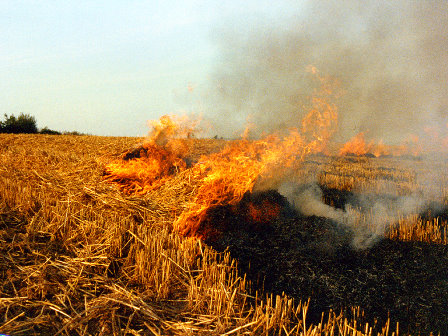
Crema controlada de pastures feta a la tardor.

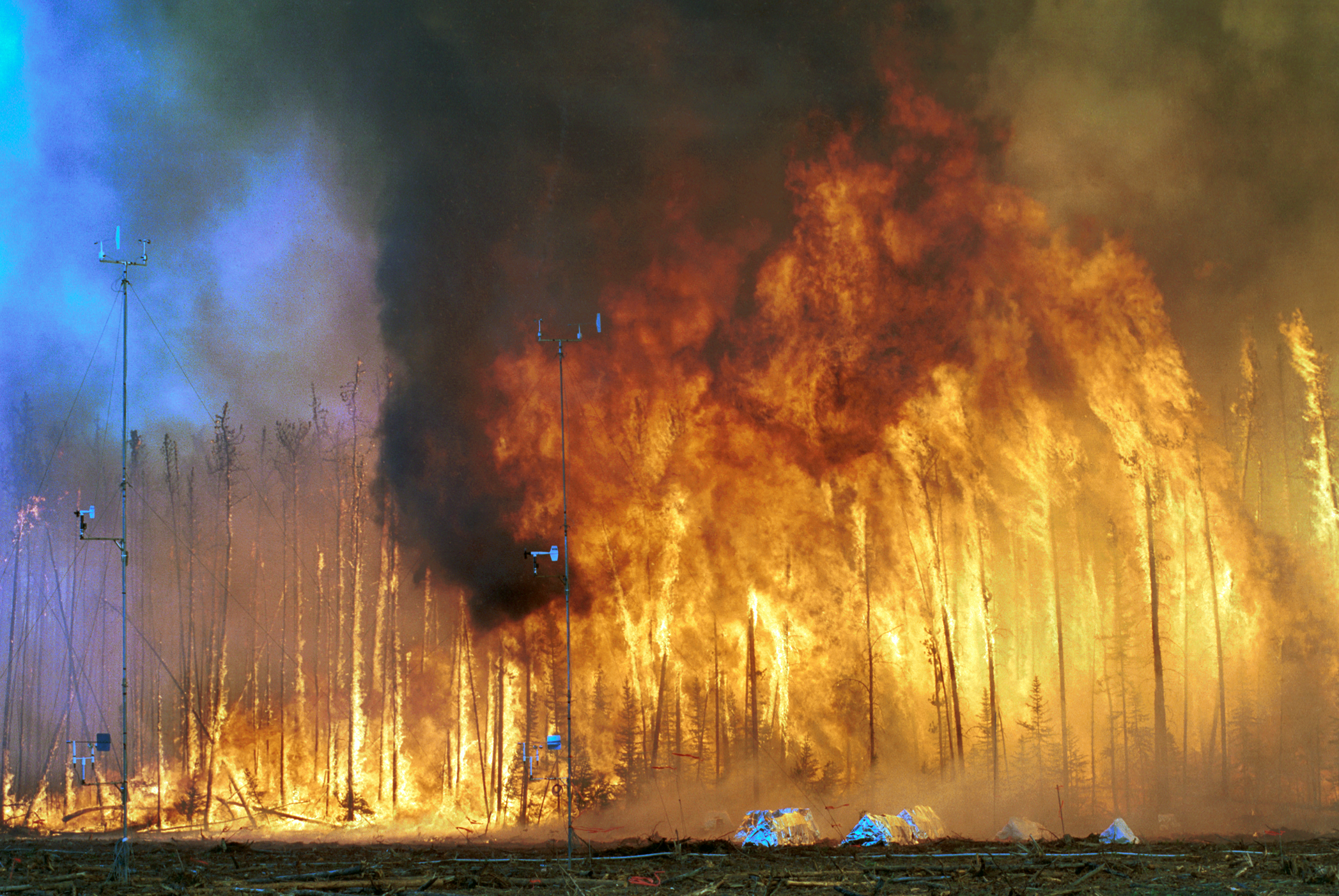
Foc experimental al Canadà.

El foc és una part natural de l'ecologia tant del bosc com de les praderies i el foc controlat pot ser una eina de gestió mitjançant la reducció a l'hivern de la càrrega de combustible. La crema controlada estimula la germinació d'algunes llavors d'espècies forestals que renoven el bosc (espècies seròtines).

## Història
Xenofont ja parla de la tècnica de tallar i cremar a la Grècia del segle IV ac. Els amerindis i els colonitzadors europeus d'Amèrica utilitzaven incendis per a millorar els pastius que d'aquesta manera tornaven a créixer més tendres. També els aborígens australians la utilitzaven. A Espanya la crema de rostolls ha estat prohibida algunes èpoques i legitimada altres: el 1362 Pedro el cruel es diu que va decretar que qui provoqués un incendi hauria de ser-hi llençat. El 1550 Felip II va desincentivar el pasturatge en algunes províncies sobre la base que els mals eren causats per incendis.
Des de 1995, el US Forest Service lentament ha incorporat les pràctiques de crema controlada en la política de gestió dels seus boscos.

## Tipus de foc tècnic
Si l'aplicació del foc tècnic és abans de l'existència de l'incendi, s'anomena foc tècnic en crema prescrita. L'objectiu és l'extinció passiva o preextinció, preparant el terreny perquè cremi dins d'unes limitacions.
El foc tècnic utilitzat com a maniobra alternativa en un incendi forestal, serà segons la seva finalitat:
- crema d'eixamplament, quan l'objectiu és l'atac paral·lel, eliminant el combustible per davant del perímetre de l'incendi.
- contrafoc, quan l'objectiu és l'atac indirecte i generar prou combustió per ofegar el front principal en eliminar-li l'oxigen i el combustible.
- redirecció del front principal, quan l'objectiu és l'atac indirecte i ajudar el perímetre a dirigir-se on interessa als bombers.

Sovint es fan servir els tallafocs com a punts de partida dels contrafocs.
La ignició s'efectua amb eines segures: bengales, torxes de degoteig o pilotes ignífugues.

## Ús forestal
Els focs controlats redueixen el combustible i poden millorar els hàbitats per a la vida silvestre, milloren a curt termini el farratge per a la pastura, millora l'accessibilitat, ajuda a controlar les malalties dels arbres i perpetua les espècies que depenen dels incendis. El foc és vital per a la recuperació d'algunes espècies amenaçades com és el cas de la serp Pituophis ruthveni de Louisiana i Texas. En particular, les pinyes de la Sequoia gegant depenen del foc per a reproduir-se. L'Eucalyptus regnans d'Austràlia també depèn del foc però d'una manera diferent, ja que les seves llavors necessiten els nutrients de les cendres provocades pels incendis.